# Bulbophyllum atropurpureum
Bulbophyllum atropurpureum är en orkidéart som beskrevs av João Barbosa Rodrigues. Bulbophyllum atropurpureum ingår i släktet Bulbophyllum och familjen orkidéer. Inga underarter finns listade i Catalogue of Life.

## Bildgalleri

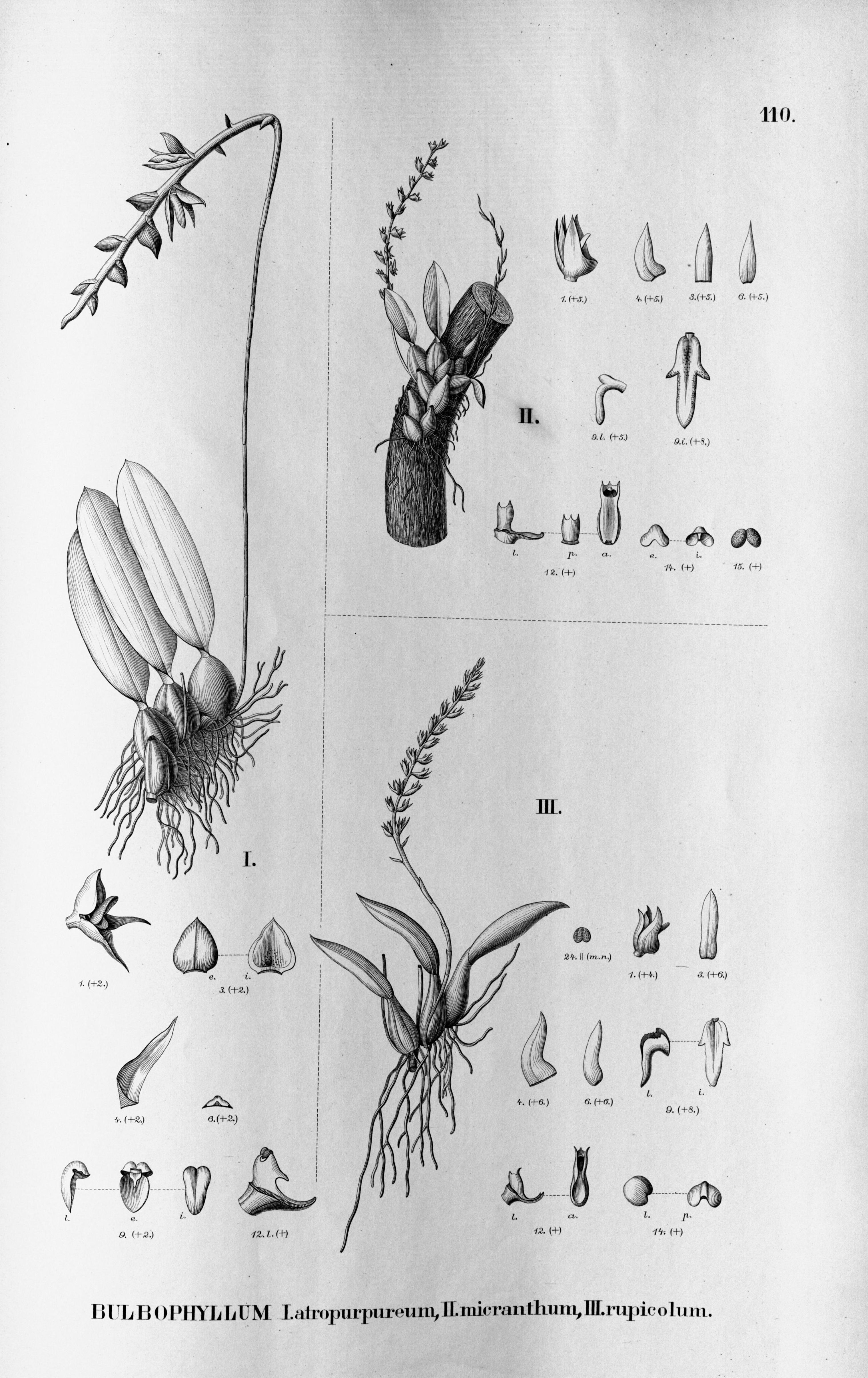